# Kolektura
Kolektura (łac. collectum – zebrać) – punkt sprzedaży i przyjmowania losów lub kuponów loteryjnych lub gier liczbowych.
Na terenie Górnego Śląska określa się tak również punkty handlowe, w których można nabyć bilety okresowe komunikacji miejskiej.